# 7329 Bettadotto
7329 Bettadotto eller 1985 GK är en asteroid i huvudbältet som upptäcktes den 14 april 1985 av den amerikanske astronomen Edward L.G. Bowell vid Anderson Mesa Station. Den är uppkallad efter den italienska astronomen Elisabetta Dotto.
Asteroiden har en diameter på ungefär 7 kilometer och den tillhör asteroidgruppen Eunomia.